# Campeonato Mundial de Halterofilia de 2023
El LXXXVIII Campeonato Mundial de Halterofilia se celebró en Riad (Arabia Saudí) entre el 4 y el 17 de septiembre de 2023 bajo la organización de la Federación Internacional de Halterofilia (IWF) y la Federación de Arabia Saudí de Halterofilia.
Las competiciones se realizaron en el Complejo Olímpico Príncipe Faisal bin Fahd de la capital saudí. 
Los halterófilos de Rusia fueron excluidos de este campeonato debido a la invasión rusa de Ucrania.

## Medallistas

### Masculino
| Evento          | Oro                                             | Plata                                       | Bronce                                               |
| --------------- | ----------------------------------------------- | ------------------------------------------- | ---------------------------------------------------- |
| 55 kg (05.09)   | Lại Gia Thành Vietnam 123 + 146 = 269           | Ngô Sơn Đỉnh Vietnam 117 + 144 = 261        | Natthawat Chomchuen Tailandia 116 * 143 = 259        |
| 61 kg (06.09)   | Li Fabin China 141 + 167 = 308                  | Sergio Massidda · Italia · 137 + 165 =302   | Ding Hongjie China 135 + 166 = 301                   |
| 67 kg (07.09)   | Chen Lijun China 153 + 180 = 333                | Eko Yuli Irawan Indonesia 146 + 175 = 321   | Gor Sahakian Armenia 142 + 170 = 312                 |
| 73 kg (09.09)   | Weeraphon Wichuma Tailandia 154 + 195 = 349     | Wei Yinting China 157 + 180 = 337           | Muhammed Özbek Turquía 147 + 187 = 334               |
| 81 kg (11.09)   | Oscar Reyes Martínez · Italia · 163 + 193 = 356 | Erwin Abdullah Indonesia 145 + 209 = 354    | Muhammadkodir Toshtemirov Uzbekistán 164 + 188 = 352 |
| 89 kg (11.09)   | Mostafa Yavadi Irán 169 + 215 = 384             | Li Dayin China 170 + 213 = 383              | Keydomar Vallenilla · Venezuela · 171 + 210 = 381    |
| 96 kg (13.09)   | Karim Abokahla · Egipto · 174 + 213 = 387       | Won Jong-Beom Corea del Sur 172 + 212 = 384 | Qasim Al-Lami Irak 175 + 204 = 379                   |
| 102 kg (14.09)  | Liu Huanhua China 180 + 224 = 404               | Jang Yeon-Hak Corea del Sur 182 + 217 = 399 | Yauheni Tsijantsou · AIN · 183 + 211 = 394           |
| 109 kg (16.09)  | Akbar Joʻrayev Uzbekistán 189 + 226 = 415       | Ruslan Nurudinov Uzbekistán 180 + 227 = 407 | Dadaş Dadaşbəyli Azerbaiyán 180 + 223 = 403          |
| +109 kg (17.09) | Lasha Talajadze Georgia 220 + 253 = 473         | Varazdat Lalayan Armenia 212 + 248 = 460    | Gor Minasian Baréin 213 + 246 = 459                  |

1. 1 2 3  Arrancada (kg) + dos tiempos (kg) = total olímpico (kg).

### Femenino
| Evento         | Oro                                            | Plata                                               | Bronce                                            |
| -------------- | ---------------------------------------------- | --------------------------------------------------- | ------------------------------------------------- |
| 45 kg (04.09)  | Sirivimon Pramongkhol Tailandia 78 + 101 = 179 | Rosina Randafiarison Madagascar 77 + 93 = 170       | Cansu Bektaş Turquía 75+ 87 = 162                 |
| 49 kg (05.09)  | Jiang Huihua China 95 + 120 = 215 RM           | Hou Zhihui China 95 + 116 = 211                     | Jourdan Delacruz Estados Unidos 88 + 112 = 200    |
| 55 kg (06.09)  | Chen Guan-Ling China Taipéi 91 + 112 = 203     | Rohelys Galvis · Colombia · 90 + 111 = 201          | Irene Borrego Palacios · México · 89 + 110 = 199  |
| 59 kg (08.09)  | Luo Shifang China 107 + 136 = 243              | Kamila Konotop · Ucrania · 106 + 130 = 236          | Pei Xinyi China 102 + 130 = 232                   |
| 64 kg (10.09)  | Natalia Llamosa · Colombia · 101 + 122 = 223   | Ruth Ayodele Nigeria 100 + 122 = 222                | Park Min-Kyung Corea del Sur 97 + 123 = 220       |
| 71 kg (13.09)  | Liao Guifang China 120 + 153 = 273             | Angie Palacios · Ecuador · 117 + 138 = 255          | Olivia Reeves Estados Unidos 111 + 142 = 253      |
| 76 kg (14.09)  | Sara Ahmed · Egipto · 108 + 138 = 246          | Hellen Escobar Aguirre · Colombia · 106 + 136 = 242 | Bella Paredes Arreaga · Ecuador · 105 + 135 = 240 |
| 81 kg (15.09)  | Liang Xiaomei China 122 + 159 = 281            | Wang Zhouyu China 122 + 155 = 277                   | Eileen Cikamatana Australia 110 + 146 = 256       |
| 87 kg (15.09)  | Lo Ying-Yuan China Taipéi 112 + 133 = 245      | Yeinny Geles Moreno · Colombia · 106 + 138 = 244    | Jung A-Ram Corea del Sur 107 + 134 = 241          |
| +87 kg (16.09) | Park Hye-Jeong Corea del Sur 124 + 165 = 289   | Mary Theisen-Lappen Estados Unidos 117 + 160 = 277  | Lisseth Ayoví Cabezas · Ecuador · 121 + 155 = 276 |

1. 1 2 3  Arrancada (kg) + dos tiempos (kg) = total olímpico (kg).

## Medallero
| Núm. | País           | Oro | Plata | Bronce | Total |
| ---- | -------------- | --- | ----- | ------ | ----- |
| 1    | China          | 7   | 4     | 2      | 13    |
| 2    | Tailandia      | 2   | 0     | 1      | 3     |
| 3    | Egipto         | 2   | 0     | 0      | 2     |
| 3    | China Taipéi   | 2   | 0     | 0      | 2     |
| 5    | Colombia       | 1   | 3     | 0      | 4     |
| 6    | Corea del Sur  | 1   | 2     | 2      | 5     |
| 7    | Uzbekistán     | 1   | 1     | 1      | 3     |
| 8    | Italia         | 1   | 1     | 0      | 2     |
| 8    | Vietnam        | 1   | 1     | 0      | 2     |
| 10   | Georgia        | 1   | 0     | 0      | 1     |
| 10   | Irán           | 1   | 0     | 0      | 1     |
| 12   | Indonesia      | 0   | 2     | 0      | 2     |
| 13   | Ecuador        | 0   | 1     | 2      | 3     |
| 13   | Estados Unidos | 0   | 1     | 2      | 3     |
| 15   | Armenia        | 0   | 1     | 1      | 2     |
| 16   | Madagascar     | 0   | 1     | 0      | 1     |
| 16   | Nigeria        | 0   | 1     | 0      | 1     |
| 16   | Ucrania        | 0   | 1     | 0      | 1     |
| 19   | Turquía        | 0   | 0     | 2      | 2     |
| 20   | AIN            | 0   | 0     | 1      | 1     |
| 20   | Australia      | 0   | 0     | 1      | 1     |
| 20   | Azerbaiyán     | 0   | 0     | 1      | 1     |
| 20   | Baréin         | 0   | 0     | 1      | 1     |
| 20   | Irak           | 0   | 0     | 1      | 1     |
| 20   | México         | 0   | 0     | 1      | 1     |
| 20   | Venezuela      | 0   | 0     | 1      | 1     |
|      | TOTAL          | 20  | 20    | 20     | 60    |